# Anton Tsjechov
Anton Pavlovitsj Tsjechov (Russisch: Анто́н Па́влович Че́хов) (Taganrog, 29 januari 1860 – Badenweiler, 15 juli 1904) was een Russisch schrijver, voornamelijk van toneelstukken en korte verhalen. Tsjechov wordt gerekend tot de groten uit de literatuurgeschiedenis.

## Biografie

### 1860: Taganrog
Anton Pavlovitsj Tsjechov werd geboren in Taganrog, een havenstad in Zuid-Rusland aan de zee van Azov, als derde zoon van een kruidenier wiens vader zich had vrijgekocht uit lijfeigenschap. In 1876 vluchtte zijn vader voor schuldeisers naar Moskou. Anton bleef in Taganrog om er het gymnasium af te maken. Drie jaar later, in 1879, voegde de jonge Tsjechov zich bij zijn familie in Moskou en startte met een studie geneeskunde.
In een bekende brief aan zijn latere uitgever Soevorin, gedateerd 7 januari 1889, deed hij een schrijfsuggestie die op zijn eigen jonge leven betrekking leek te hebben:
Schrijft u eens een verhaal over hoe een jonge man, de zoon van een lijfeigene, een vroegere winkelier, zanger in de kerk, gymnasiast, daarna student, opgevoed in een geest van eerbied voor rangen, het kussen van de handen van de pope, het zich buigen voor de denkbeelden van anderen, dankje zeggend voor ieder stuk brood, vaak geslagen - hoe zo iemand, die zijn leerlingen bezocht zonder overschoenen aan, die veel vocht, dieren pestte, graag bij rijke familie ging eten en zonder enige noodzaak huichelde tegenover God en de mensen, slechts door het besef van eigen nietigheid, - schrijft U er eens over hoe die jonge man druppel voor druppel de slaaf uit zich wringt en, wanneer hij op een goede morgen wakker wordt, voelt dat in zijn aderen geen slavenbloed meer stroomt, maar echt mensenbloed...

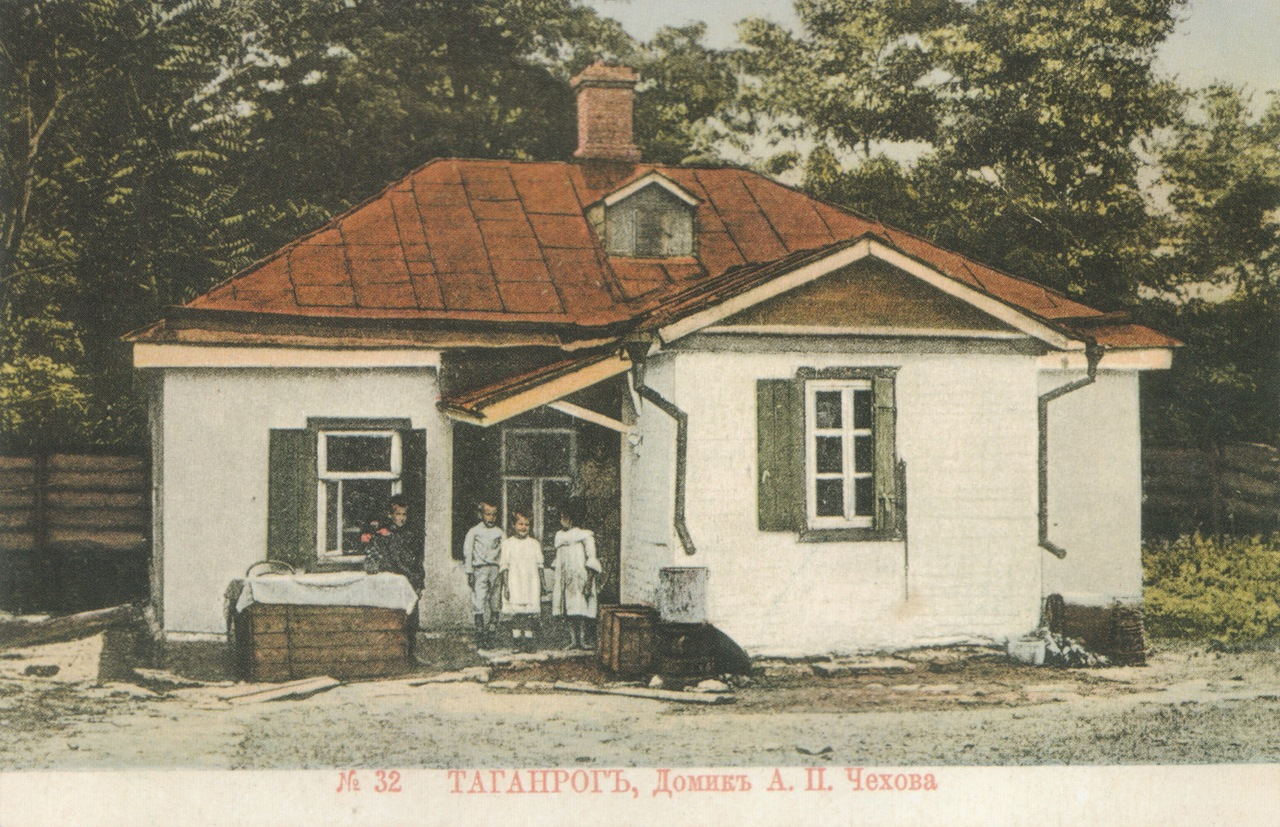
Het geboortehuis van Tsjechov in Taganrog
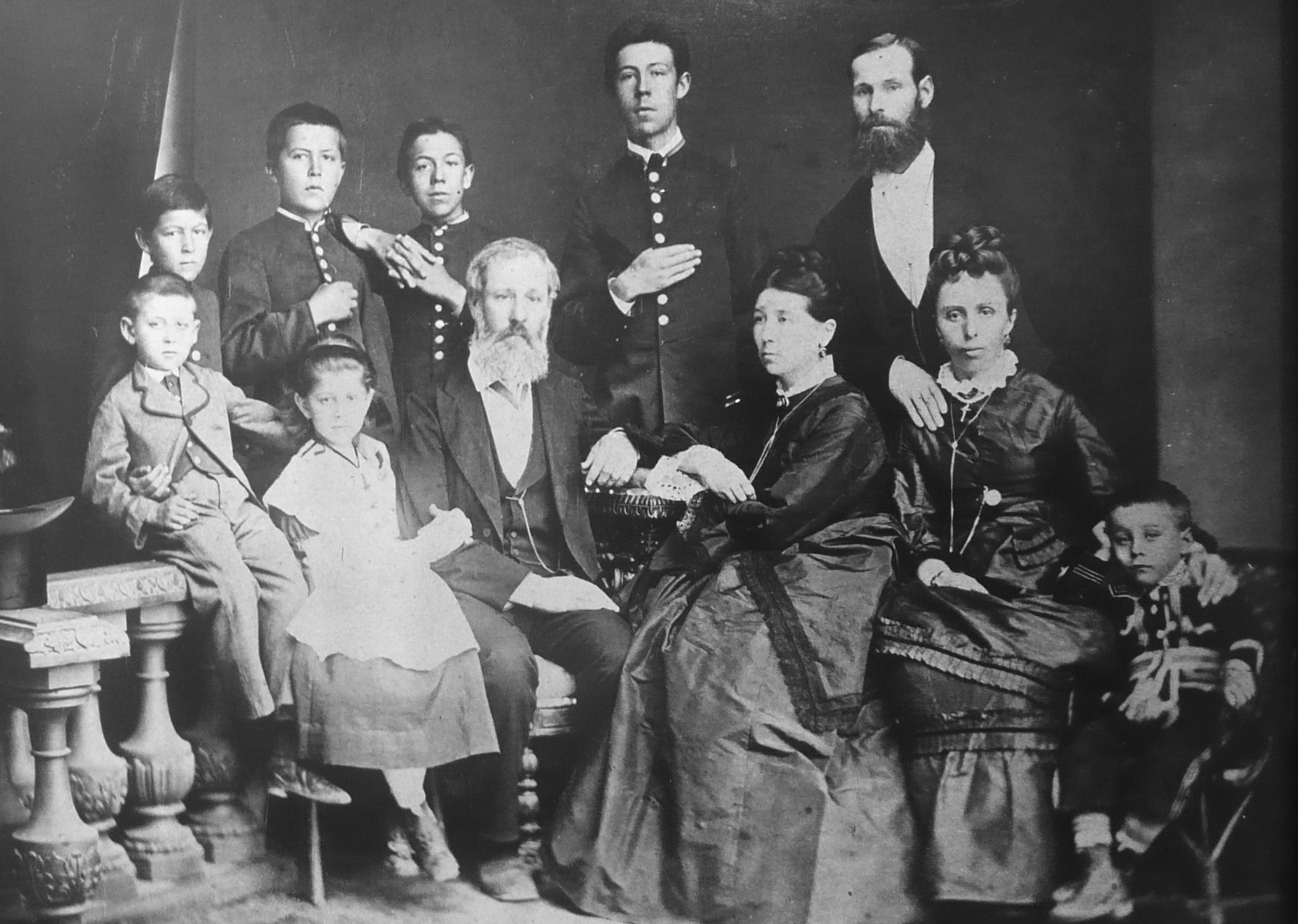
Het gezin Tsjechov in 1874: (staand) Ivan, Anton, Nikolaj, Aleksandr, oom Mitrofan; (zittend) Michail, Masja, vader Pavel, moeder Jevgenia, tante Ljoedmila, neefje Georgi
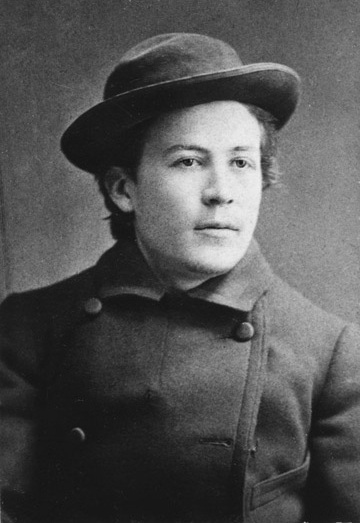
Tsjechov als medicijnenstudent in Moskou, 1882

### 1879: Moskou
Als beursstudent in Moskou was Tsjechov met zijn familie herenigd en vervulde hij de rol van gezinshoofd. Om het gezin te onderhouden begon hij kortverhalen te schrijven voor populaire tijdschriften. Zijn eerste verhaal verscheen in 1880 anoniem in het blad De libel tegen betaling van 5 kopeken per regel. Hij publiceerde onder schuilnamen om zijn reputatie in de medische wereld te beschermen, maar die namen werden mettertijd doorzichtiger, zoals het veelgebruikte "Antosja Tsjechonte". Tegen 1883 publiceerde hij regelmatig in Fragmenten, het populairste tijdschrift van dit type, en verdiende hij genoeg om met de familie naar een betere woning te verhuizen. Hij probeerde ook tevergeefs zijn broers Alexander en Nikolai op het rechte pad te brengen.
Geleidelijk groeide zijn succes: in 1880 waren negen van zijn verhalen gepubliceerd, in 1881 elf, in 1882 dertig en in 1883 meer dan honderd. Ook in 1884 was hij productief. Hij schreef 76 verhalen en zijn enige roman Drama op de jacht, die als feuilleton verscheen in een Moskouse krant. In dat jaar verscheen ook zijn eerste verhalenbundel: Verhalen van Melpomene.
In 1884 studeerde hij af als arts en ging werken in het landelijke ziekenhuis Tsjichino nabij Moskou. Het werk lijkt hem inspiratie te hebben verschaft voor gebeurtenissen en couleur locale in zijn verhalen. In elk geval was hij zelf van mening dat zijn opleiding hem had geholpen een beter observator en schrijver te worden. Dat belette hem niet te weigeren te erkennen dat hij zelf vanaf 1884 aan tuberculose leed.
Zijn inkomen bleef laag, ook omdat hij veel patiënten gratis hielp. Ook nadat hij zijn praktijk had gesloten en serieus werk was gaan maken van zijn schrijverschap, bleef hij van tijd tot tijd actief als arts – onder andere tijdens de choleraepidemie van 1892, ook weer onbezoldigd – totdat hij in 1897 naar Jalta verhuisde.
Tijdens zijn werk als arts kwam Tsjechov in contact met allerlei menselijke ellende, ziekte en dood, ervaringen die zijn kennis van de menselijke psyche verrijkten en die een belangrijke inspiratiebron voor zijn latere werk zouden worden.

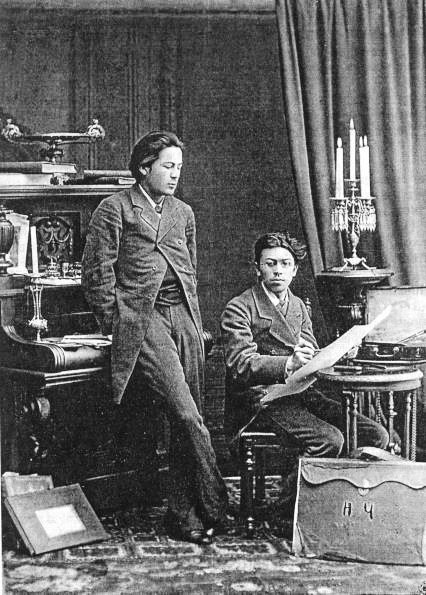
Anton en Nikolaj Tsjechov, 5 februari 1882
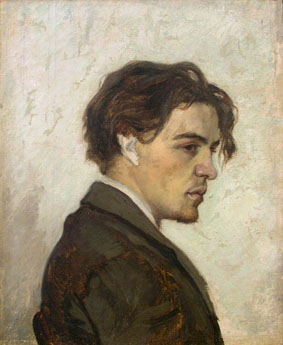
Onvoltooid portret van Anton Tsjechov door zijn broer Nikolaj, 1884, Tsjechovmuseum, Moskou
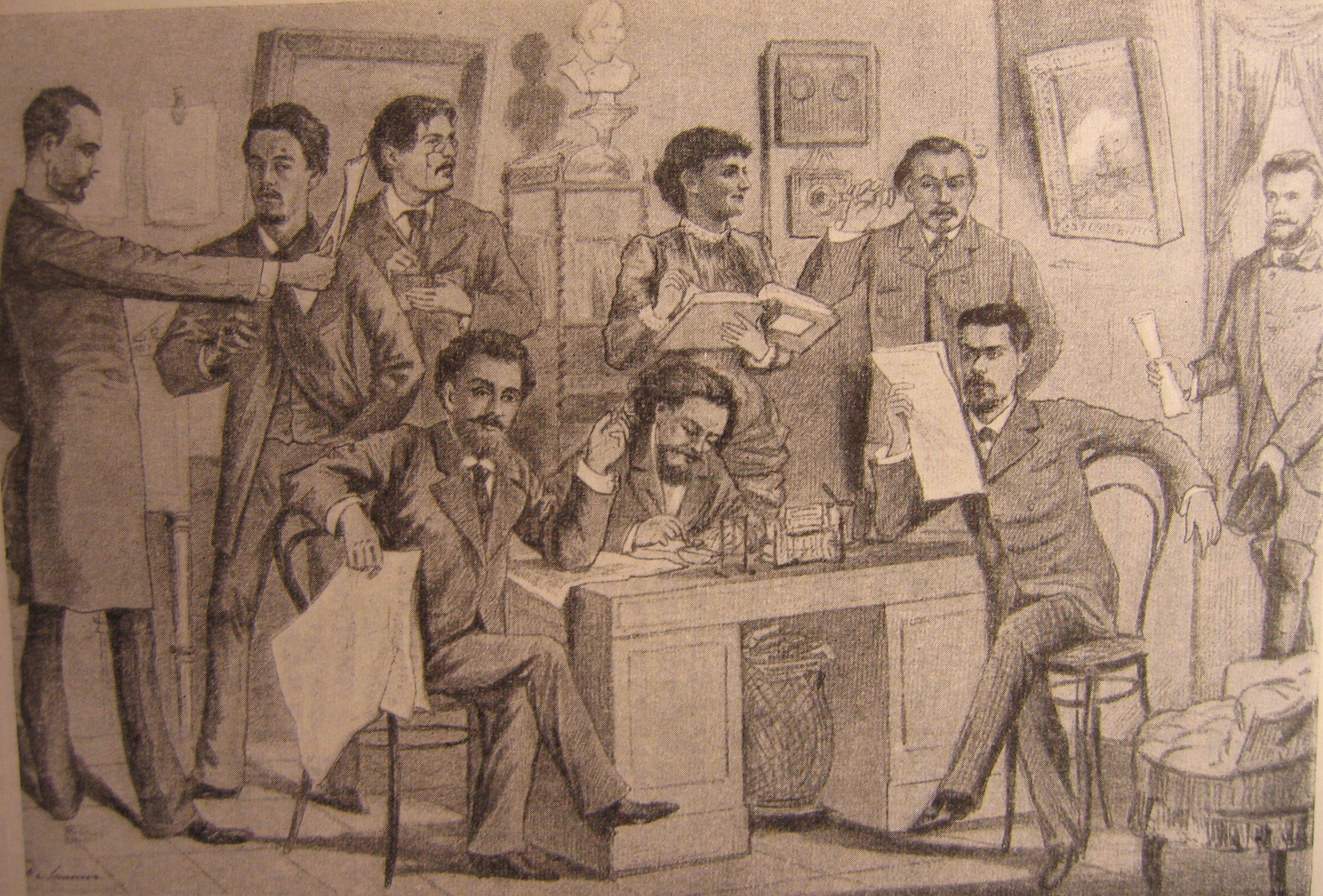
Karikatuur van de redactie van het humoristische tijdschrift De wekker (Будильник) met Tsjechov tweede van links, 1885

In de herfst van 1886 huurden de Tsjechovs het huis aan de Sodovaja-Koedrinskaja oelitsa dat tegenwoordig als het Moskouse Tsjechovmuseum dienstdoet. Vanwege de opvallende roodgekleurde voorgevel met twee erkers gaf Tsjechov het huis de bijnaam 'de ladekast'.
In 1886 bleef Tsjechov in hoog tempo doorschrijven en dit leverde klassiekers op als Agafja en De heks. Voor een deel verschenen de verhalen in de Petersburgse krant Novaja Vremja ("Nieuwe Tijd"), uitgegeven door Aleksej Soevorin, die hem had uitgenodigd om voor hem te gaan schrijven en die lange tijd een van Tsjechovs intiemste vrienden zou worden, totdat de vriendschap zo'n tien jaar later enigszins bekoelde. De verhalen werden ook opgemerkt door de destijds vermaarde schrijver Grigorovitsj, die in maart 1886 een brief aan Tsjechov schreef waarin hij hem aanspoorde zijn talent serieus te nemen.
Tsjechov nam het advies ter harte en gunde zich voortaan meer tijd om zijn verhalen uit te werken. Een keerpunt in zijn schrijverscarrière vormde de novelle De steppe uit 1888, zijn eerste verhaal dat in een literair tijdschrift verscheen en waarvoor hij werd onderscheiden met de Poesjkinprijs van de Koninklijke Academie van Wetenschappen.  In deze periode probeerde Tsjechov ook als toneelschrijver aan de bak te komen. In het Korsjtheater werden Ivanov en de eenakter De beer in 1888 met redelijk succes opgevoerd, maar zijn volgende stuk, De bosgeest uit 1889, werd aanvankelijk door alle theaters geweigerd. Hij zou dit toneelstuk later omwerken tot Oom Vanja. 1889 was ook het jaar waarin zijn broer Nikolaj op 31-jarige leeftijd overleed aan tuberculose.

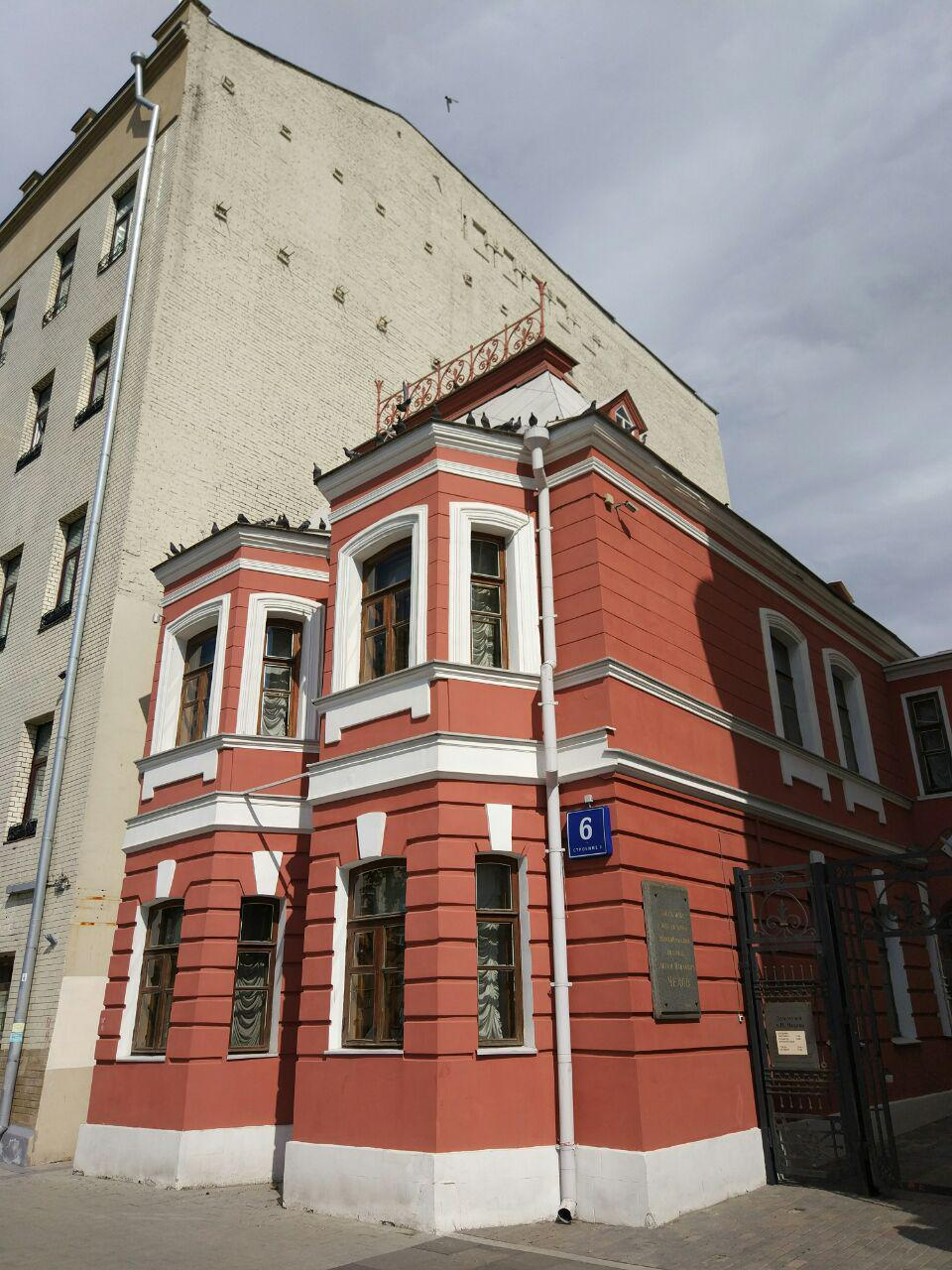
De 'ladenkast' aan de Sodovaja-Koedrinskaja oelitsa nr. 6, Moskou (anno 2018)
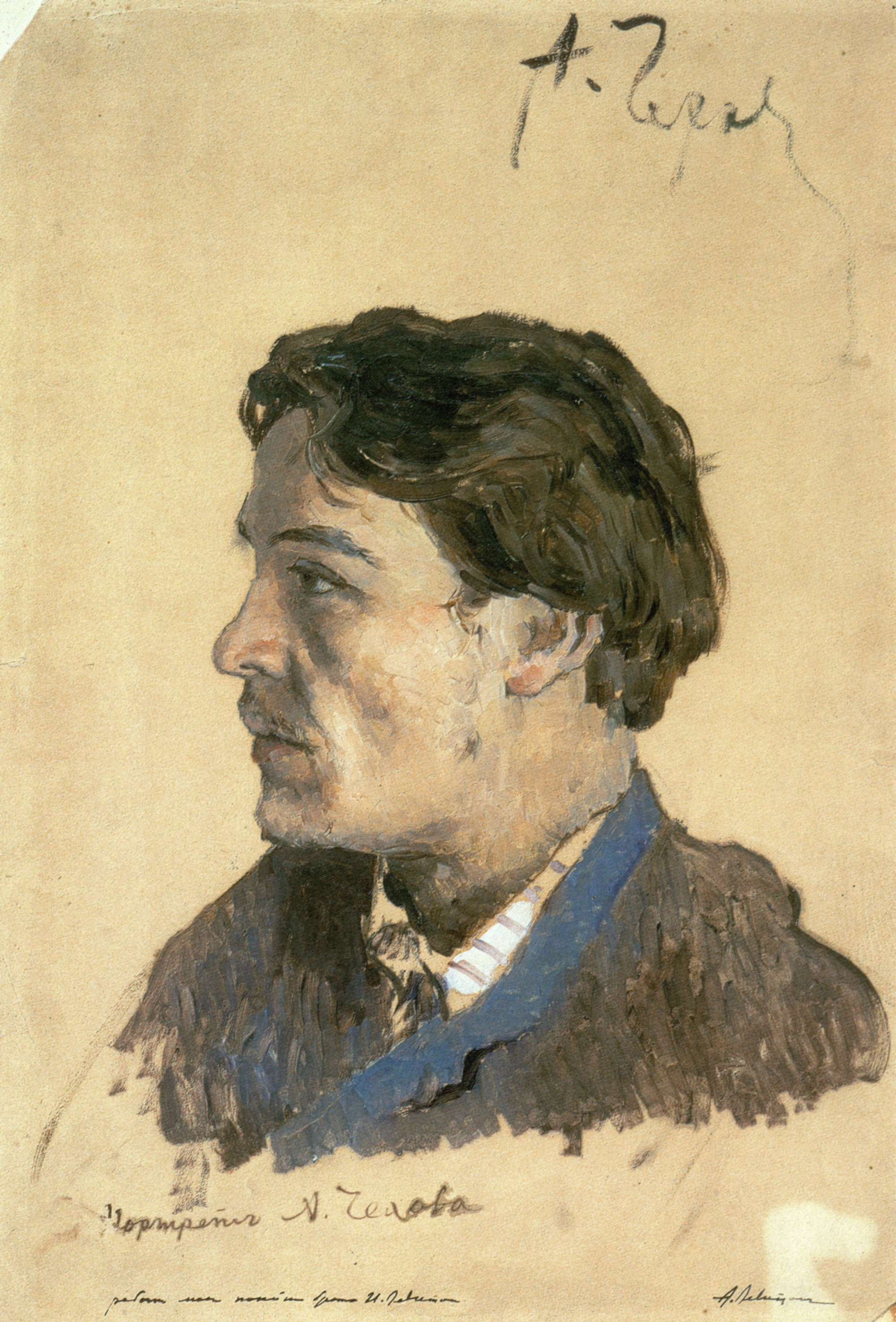
Levitan, olieverfschets, begin jaren 1880, Tretjakovgalerij, Moskou
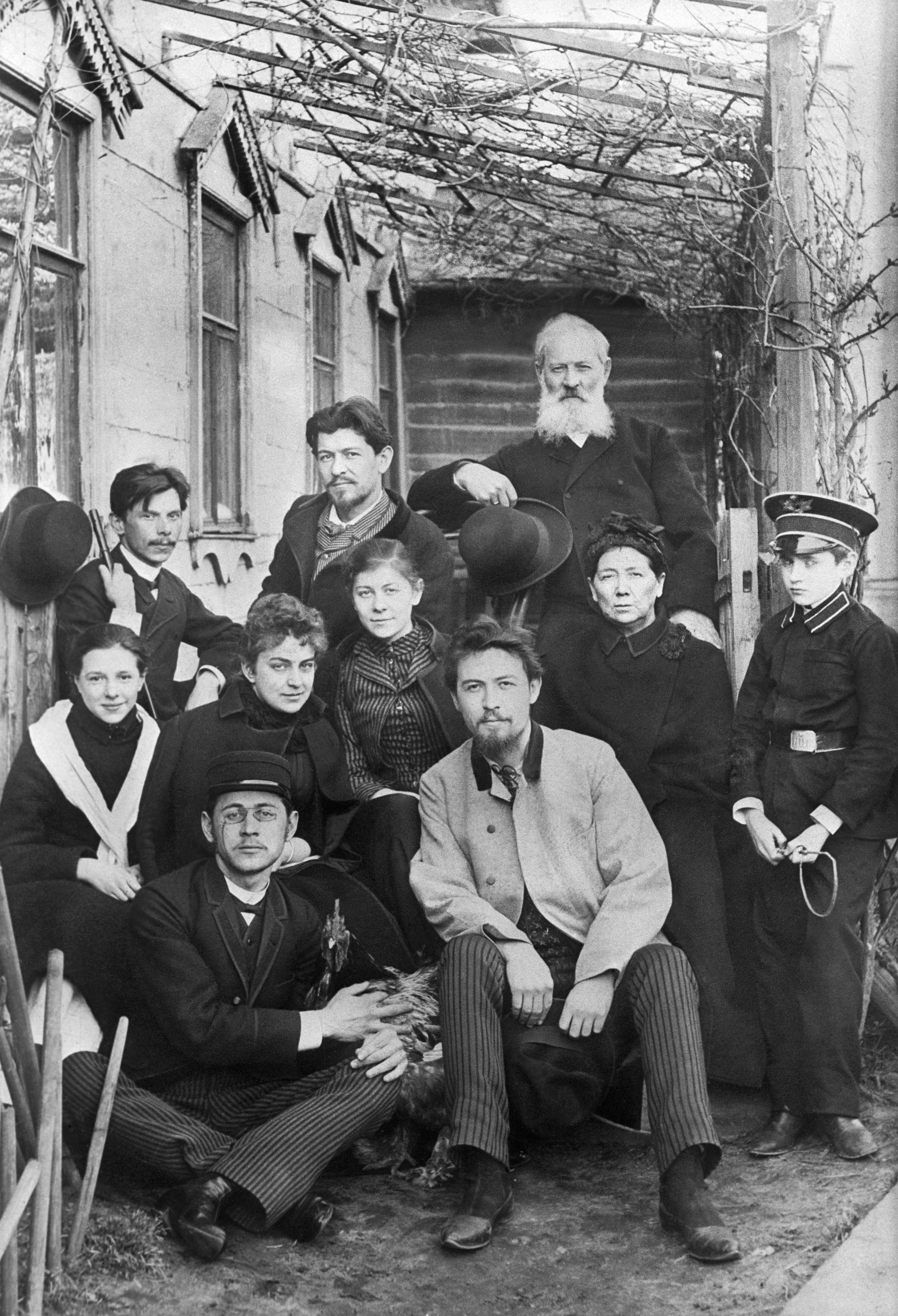
Tsjechov voor zijn vertrek naar Sachalin met familie en vrienden op het achtererf van het huis in Moskou, dat ze van dokter Kornejev huurden, april 1890: (staand) Alexander Ivanenko, Ivan, vader Pavel; (middelste rij) Masja Kornejeva, Lika Mizinova, Masja, moeder Jevgenia, Serjozja Kornejev; (vooraan) Michail, Anton

### 1890: Sachalin
In 1890 reisde Tsjechov naar het verbanningseiland Sachalin, waar zich een strafkolonie bevond. Hij wilde er het leven van de gevangenen bestuderen, omdat niemand daar in die tijd aandacht voor had.. Maar ook: 'Ik wil een jaar of anderhalf jaar wegstrepen uit mijn leven', schreef hij voor zijn vertrek in een brief.
De heenreis over land, die plaatsvond voor de aanleg van de Trans-Siberische spoorlijn, duurde tweeëneenhalve maand. De leefomstandigheden van de gevangenen waren nog erger dan Tsjechov zich had voorgesteld, en hij verbaasde zich ook over het grote aantal kinderen, velen onder hen afkomstig uit prostitutie of uit losse samenwoningsverbanden. Hij schatte dat er ongeveer 25 vrouwen per 100 mannen in de kolonie woonden. Hij bleef er 3 maanden en ondervroeg duizenden ballingen. Later zou hij weeshuizen helpen oprichten en duizenden boeken opsturen. De terugreis verliep langs de zuidelijke zeeroute en hij vermeldt een affaire met "een zwartogig Hindoemeisje in een kokosbos bij maanlicht".
Na zijn terugkeer in 1891 reisde hij door Europa en zette hij vervolgens een hulpverleningsactie op poten voor boeren om de hongersnood tegen te gaan.

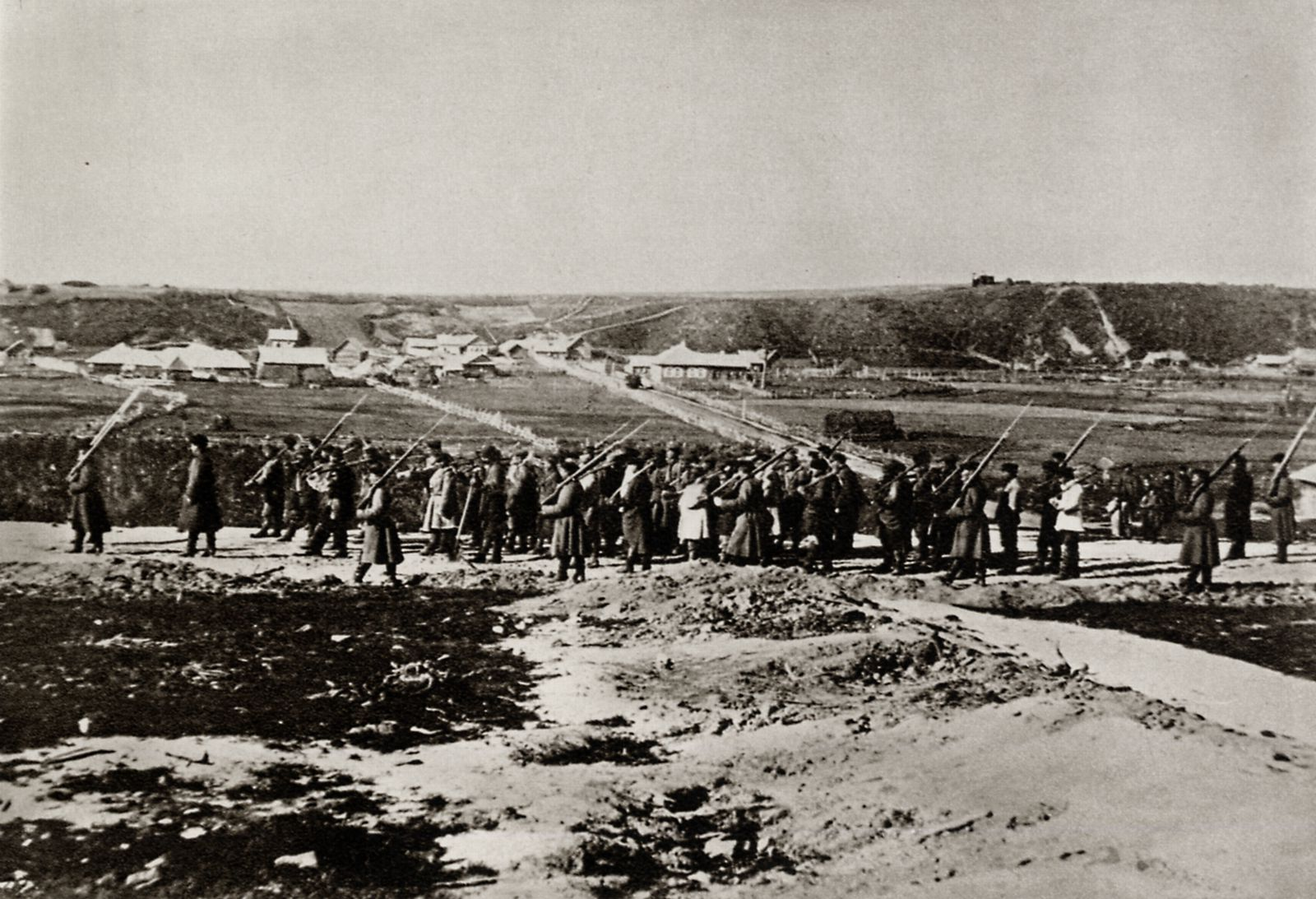
Gevangenen op Sachalin
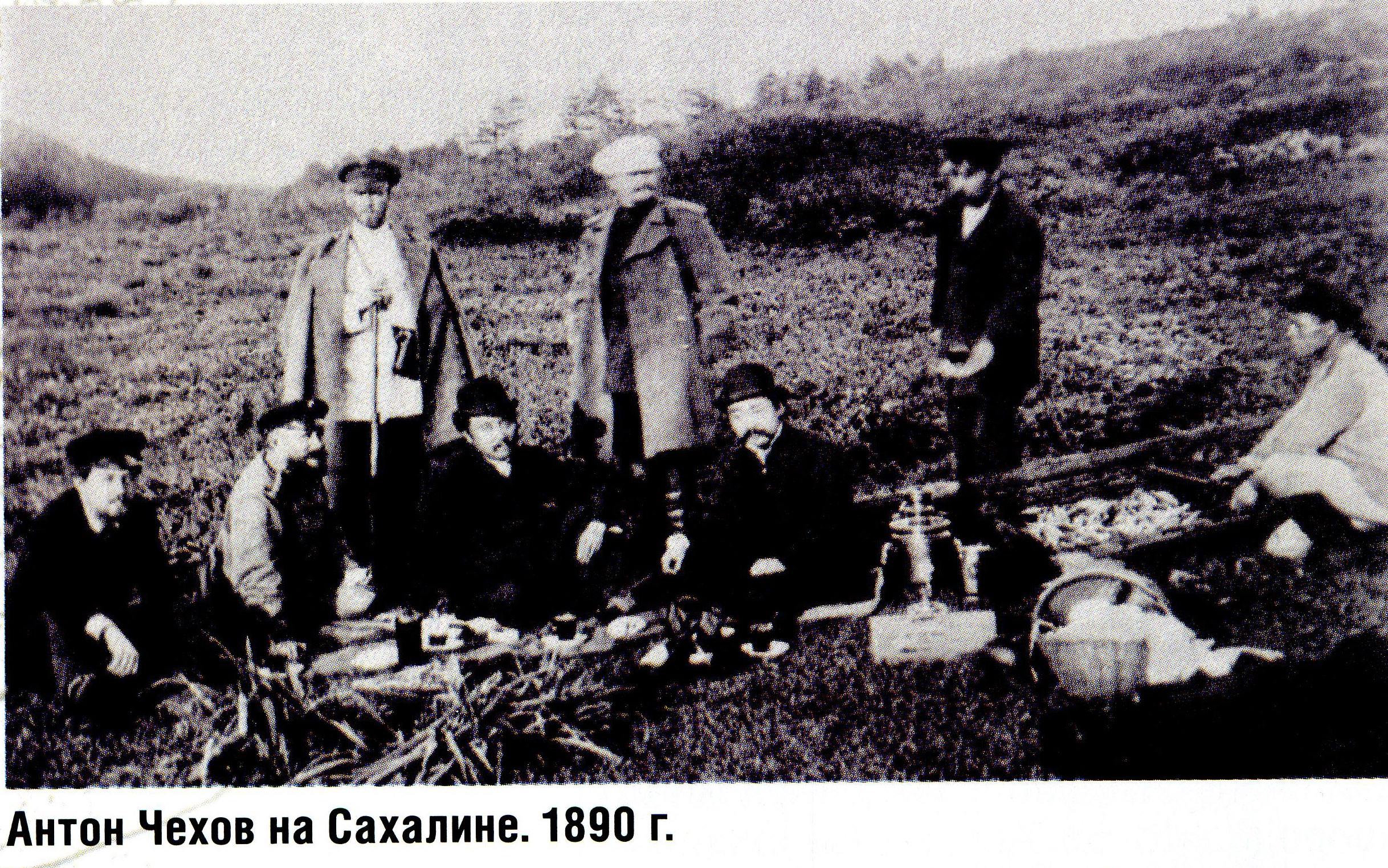
Tsjechov tijdens een picknick met functionarissen van het Japanse consulaat op Sachalin, oktober 1890
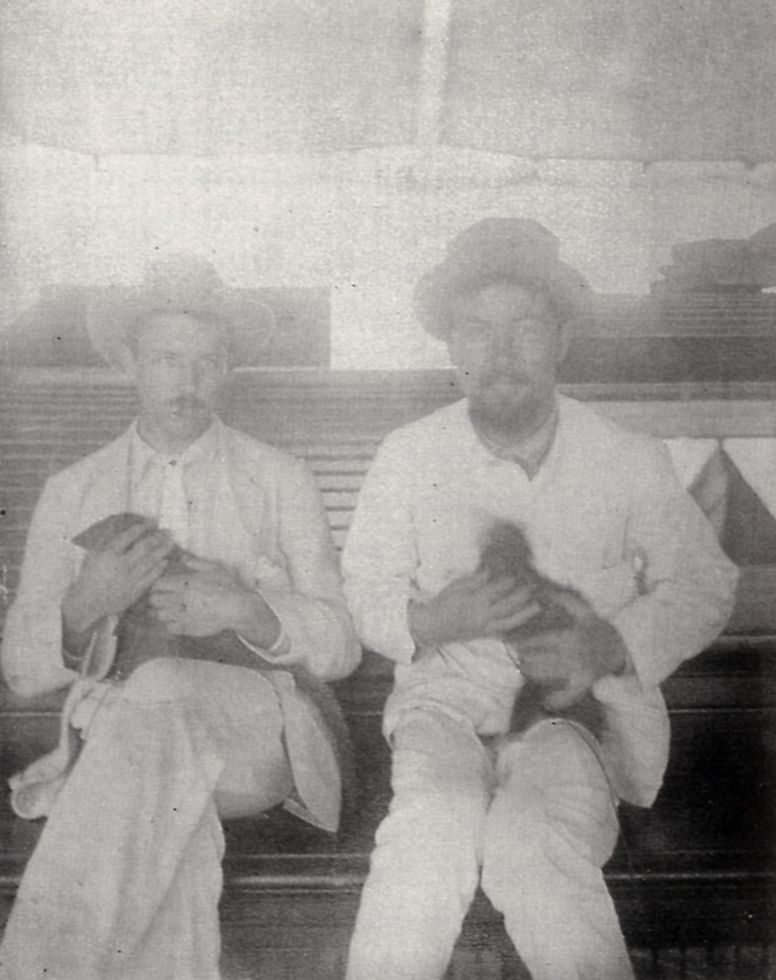
Luitenant-ter-zee G.N. Glinka en Tsjechov tijdens de terugreis op het stoomschip Petersburg, ieder met hun mangoest, die ze in Colombo hadden gekocht

### 1892: Melichovo
In 1892 kocht hij het kleine landgoed Melichovo bij Lopasnja. Hij vestigde zich daar op 4 maart met zijn ouders en zijn zus Masja en hij meldde zich als arts bij de bestrijding van een cholera-epidemie in de omgeving.
Op Melichovo ontstonden bekende verhalen als Zaal 6, De zwarte monnik (1893) en het ophefmakende De boeren (1897). Hij liet een tuinpaviljoen bouwen naar ontwerp van Fjodor Sjechtel, waar hij in 1895 het toneelstuk De meeuw schreef.
Ook Oom Vanja werd op Melichovo geschreven. Tsjechov bracht in die periode het grootste deel van zijn tijd op dat landgoed door, weliswaar onderbroken door regelmatige reizen naar Moskou en Petersburg en door een reis naar Frankrijk en een naar Italië. De meeuw haalde inspiratie uit een aantal gebeurtenissen op Melichovo, waaronder de affaire van Lika Mizinova, een vriendin van zijn zuster die met een gehuwde man naar Parijs trok; het schieten van een houtsnip door de schilder Isaak Levitan; en Lydia Avilova die hem een medaillon stuurde met het opschrift "als je ooit mijn leven nodig hebt, kom dan en neem het" - een citaat uit het kortverhaal Buren.

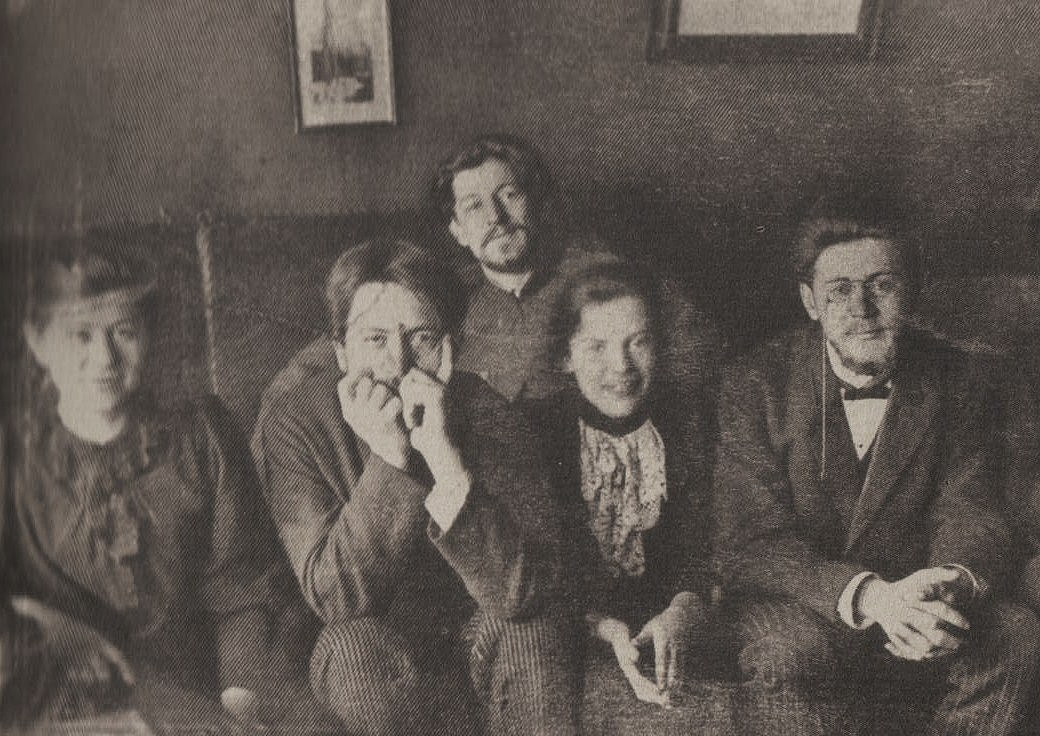
De Tsjechovs in Melichovo: Masja, Anton, Vanja, Aleksandra Ljosova, Misja en Aleksandr Smagin, 25 maart 1892
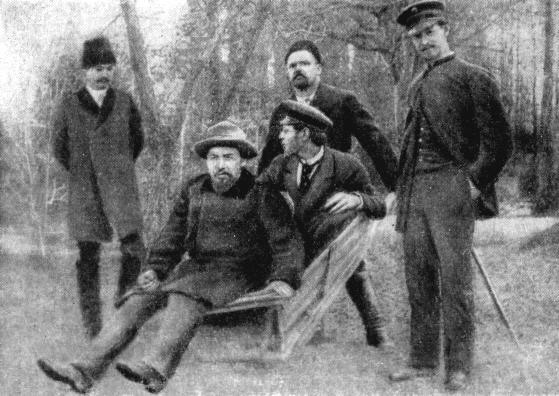
De Tsjechovs in Melichovo met Anton en Michail in de kruiwagen, rechts Ivan, foto genomen door Isaak Levitan (april 1892)
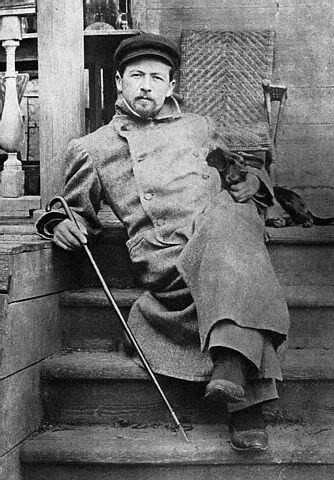
Tsjechov op het trapje naar de veranda in Melichovo met onder zijn arm de teckel Kinine, volledige naam: China Markovna;[20] foto door P.I. Serjogin (П.И. Серёгин), 1897

### 1897: Nice
Tsjechov kampte al sinds december 1884 met serieuze ziekteverschijnselen, zoals bloed opgeven bij braken. Pas in 1897 werd definitief de diagnose tuberculose gesteld. Volgens de toenmalige - niet onomstreden - inzichten was de enige remedie een verblijf in een mediterraan klimaat. Tsjechov besefte dat hij Moskou nooit meer in de sneeuw zou kunnen zien. In september 1897 vertrok hij naar Frankrijk. Na twee weken aan de Atlantische kust in Biarritz en Bayonne, waar hij La belle Hélène van Offenbach zag, streek hij neer in La Pension Russe in Nice. Hij kreeg daar bezoek van diverse landgenoten, onder wie Aleksandra Chotjaintseva, kunstenares en vriendin van Masja, en Osip Braz, die in opdracht van de kunstverzamelaar Pavel Tretjakov zijn portret moest schilderen. Ze hadden eerder die zomer in Melichovo al een poging gewaagd, maar de samenwerking verliep stroef en Tsjechov zou altijd een hekel houden aan het portret.
Tijdens zijn verblijf in Nice kwam de Dreyfusaffaire naar buiten. Émile Zola's aanklacht J'accuse...! stond op 13 januari 1898 in de krant, nadat hij zich in de weken ervoor al had uitgesproken over de zaak. Uit Tsjechovs brieven aan Soevorin blijkt dat hij bewondering had voor Zola's interventie en ook zelf tot de conclusie kwam dat Alfred Dreyfus onschuldig was. Hij was dan ook ontzet dat juist Soevorins krant Novaja Vremja de kant van de Franse overheid koos met felle antisemitische artikelen.
In Nice begon hij, na een pauze van een halfjaar sinds De boeren, weer te schrijven. Dit leverde vier verhalen op, waaronder Op de wagen en Bij kennissen, dat vooruitloopt op De kersentuin en dat in de vergetelheid raakte omdat hij het later (mogelijk per ongeluk) niet opnam in zijn Verzamelde Werken.

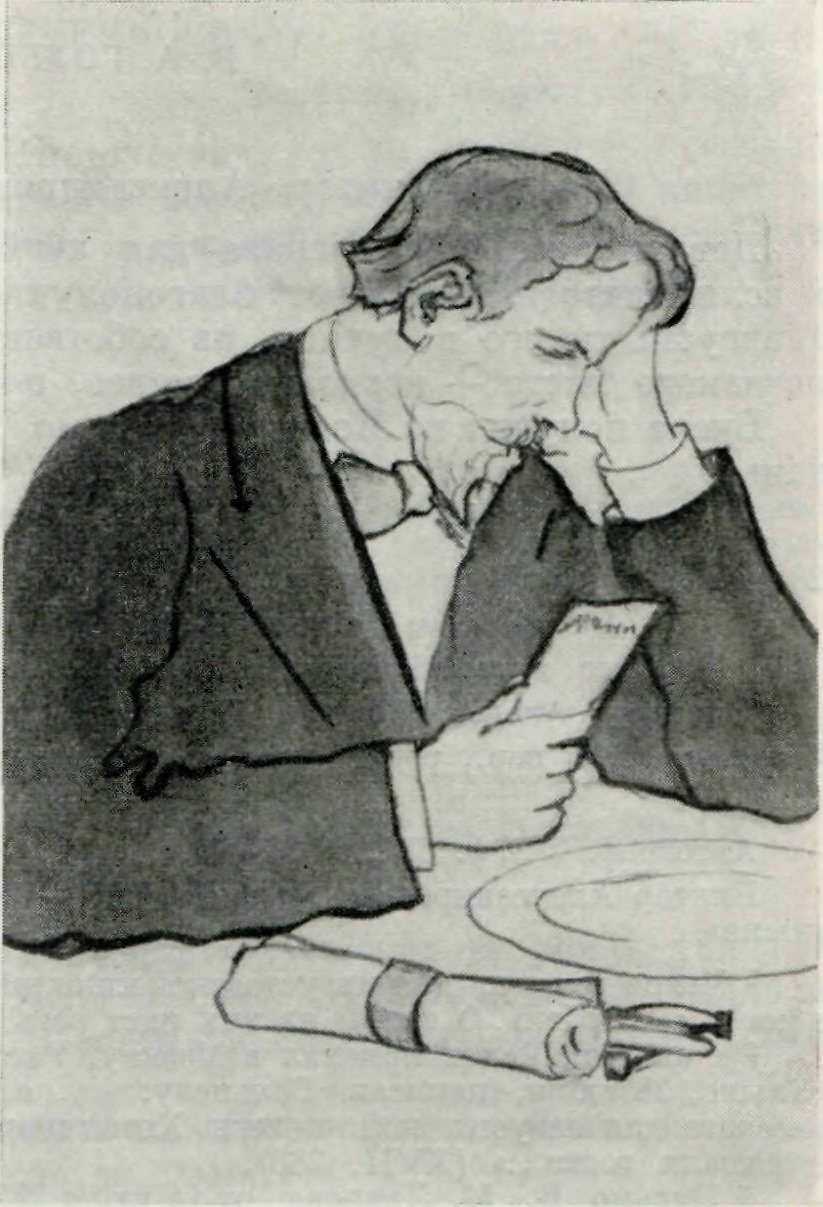
Tsjechov in La Pension Russe in Nice, getekend door Aleksandra Chotjaintseva, 1897
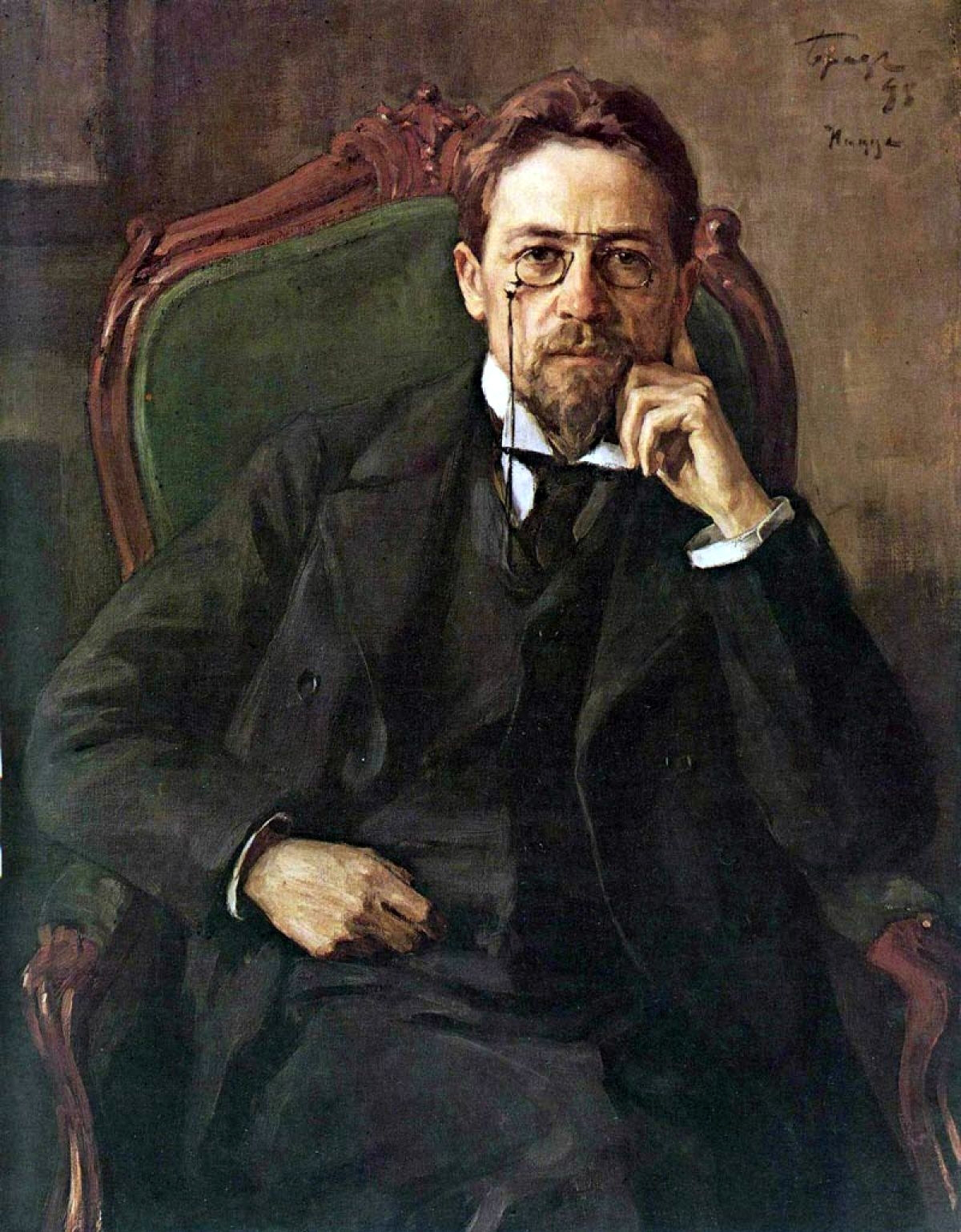
Tsjechovs portret door Osip Braz, geschilderd in Nice (1898), Tretjakovgalerij, Moskou
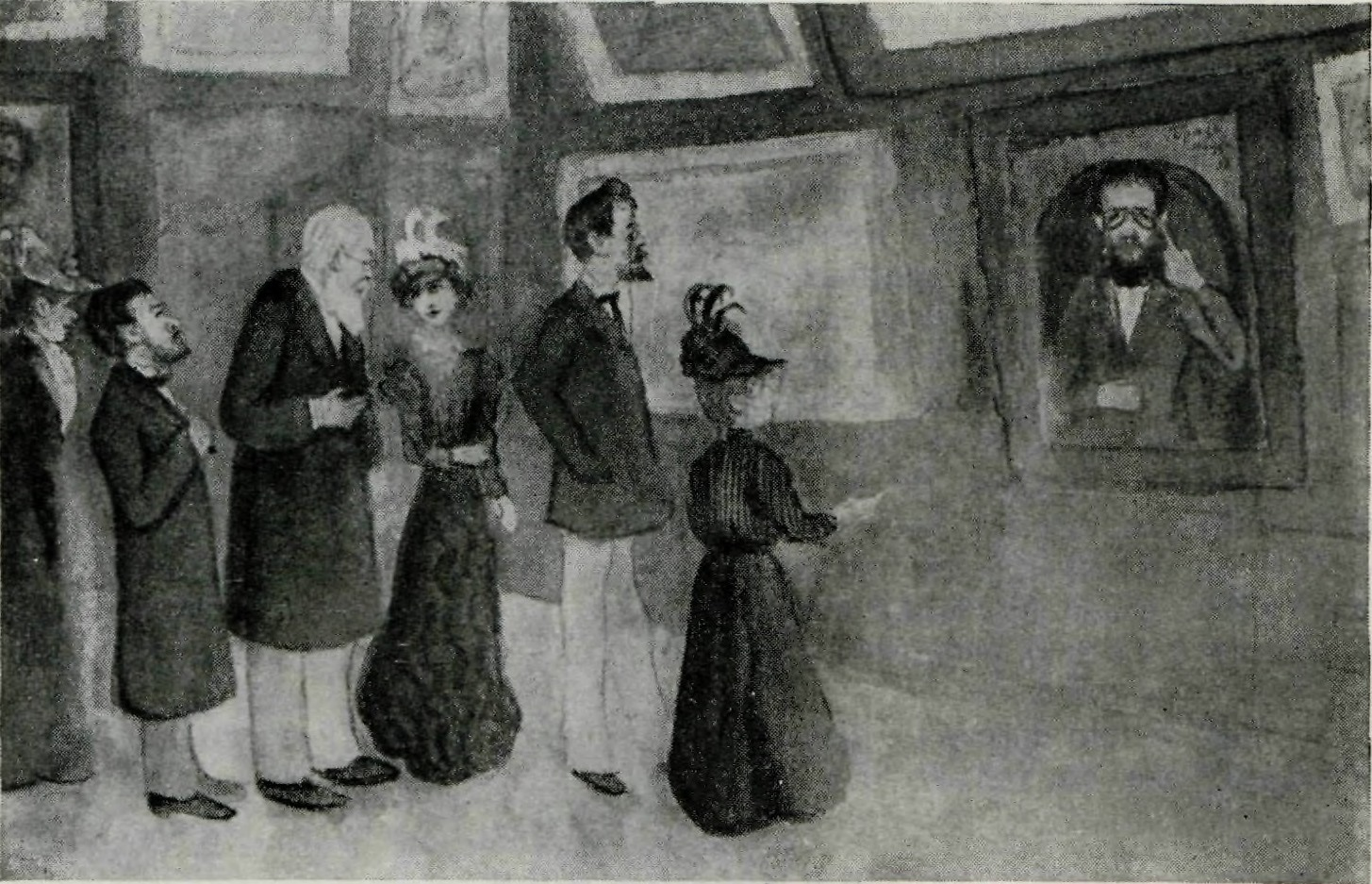
Karikatuur door Chotjaintseva: Tsjechov kijkt naar zichzelf in de Tretjakovgalerij

### 1898: Jalta
Vanwege het klimaat kocht hij een landgoed bij Jalta op de Krim en liet hij zijn 'witte datsja' bouwen die hij in 1899 betrok. In hetzelfde jaar schreef hij De dame met het hondje, misschien wel zijn beroemdste verhaal, en voerde het Moskous Kunsttheater Oom Vanja op. Het was zo'n succes dat theaterdirecteur Nemirovitsj-Dantsjenko besloot dat Tsjechov elk jaar een nieuw toneelstuk moest gaan schrijven. Dit was wat te veel gevraagd. Op Drie zusters zou hij twee jaar moeten wachten.

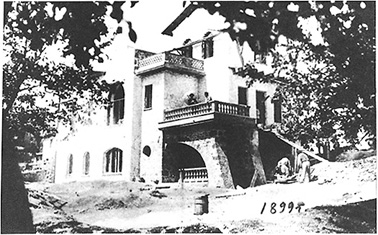
De witte datsja in Jalta
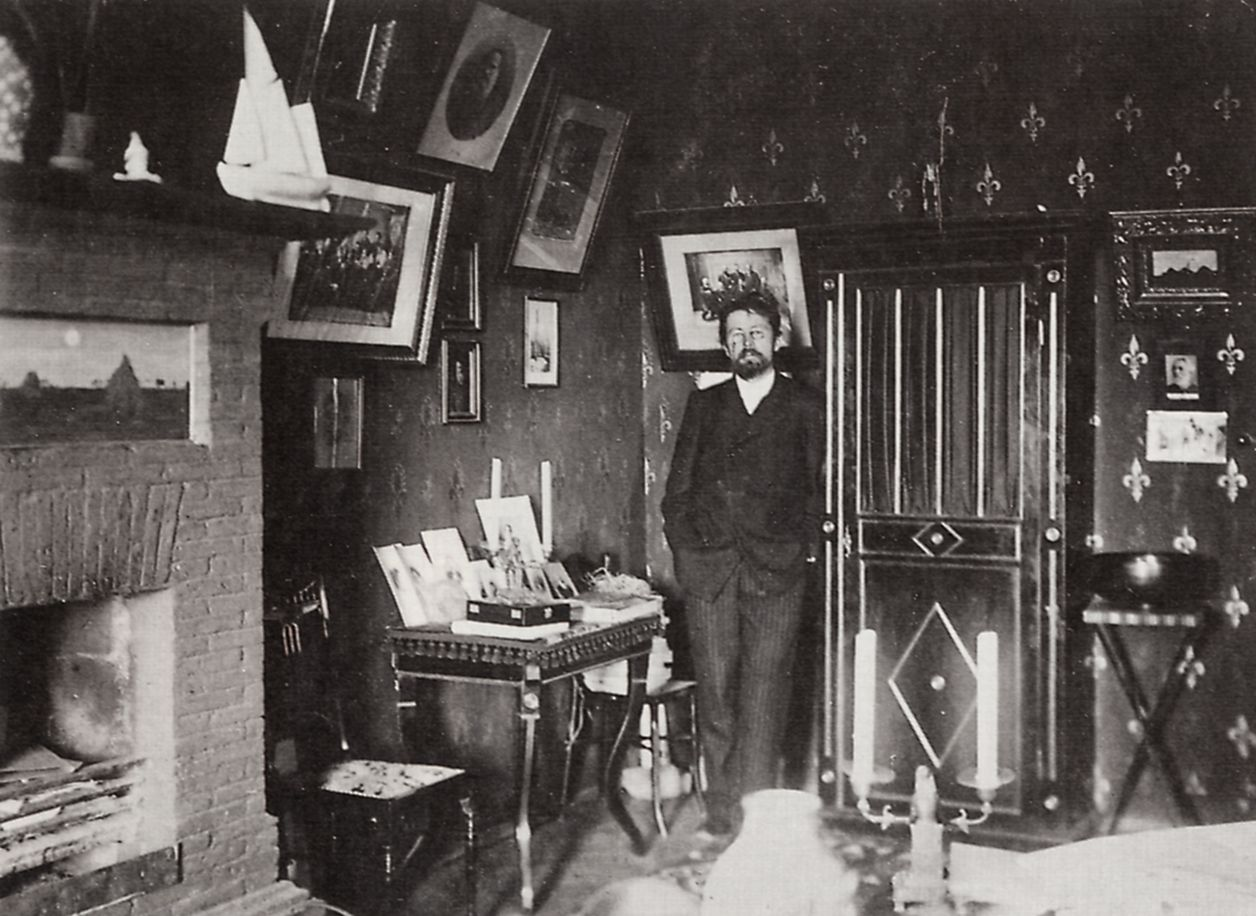
Tsjechov in zijn werkkamer in de witte datsja in Jalta, 1900 of 1901; links de schouw met het landschapje (Hooimijten in maanlicht) dat Levitan voor hem schilderde, omdat Tsjechov het platteland miste
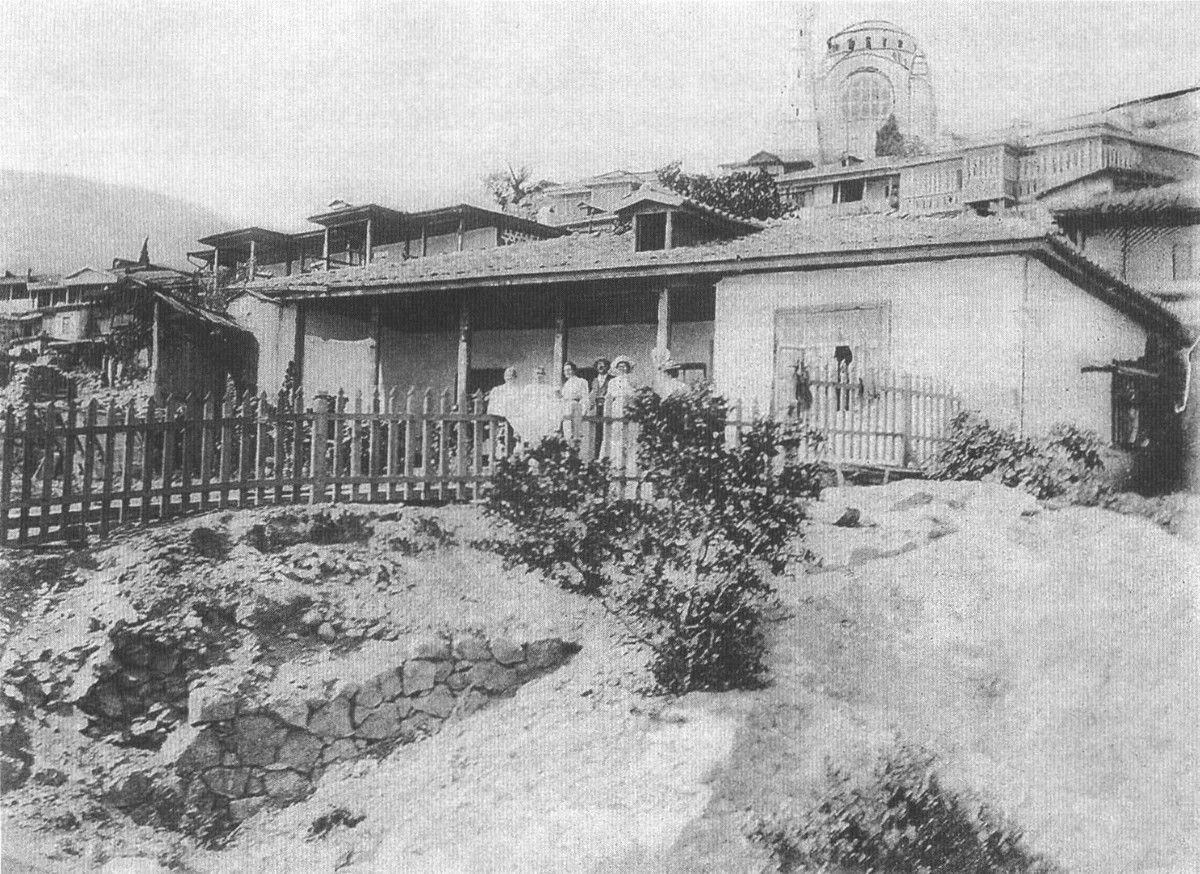
De datsja in Hoerzoef (nu een museum) waar Tsjechov het eerste bedrijf van Drie zusters schreef

Huwelijk
In april 1899 verliet hij zijn medische "ballingschap" in Jalta en reisde naar Moskou, waar hij in het appartement van zijn zuster Masha logeerde. Hij belastte haar met de verkoop van het landgoed in Melikhovo en bezocht het huis van de succesvolle actrice Olga Knipper, die eerder ook al in zijn stukken acteerde (Oom Vanja, Drie zusters). Later spraken ze af elkaar in het zuiden te ontmoeten. Op 17 juli vertrok hij naar Novorossiejsk, vanwaar ze samen per stoomboot de tweedaagse reis naar Jalta ondernamen. Op 2 augustus reisden ze terug naar Moskou via een toeristische omweg langs de Aj-Petri.
Daarna bleven ze alleen per brief in contact, op een verblijf van Olga te Jalta in juli 1900 na. Ze trouwden discreet in Moskou op 25 mei 1901 en informeerden de meeste van hun vrienden en familieleden, met inbegrip van Tsjechovs moeder en zijn zuster Masha, pas achteraf. Het echtpaar trok op huwelijksreis naar Aksjonovo. In deze periode kreeg hij op Jalta bezoek van onder anderen Leo Tolstoj en Maxim Gorki en schreef hij zijn laatste verhalen De bisschop en Verloofd.

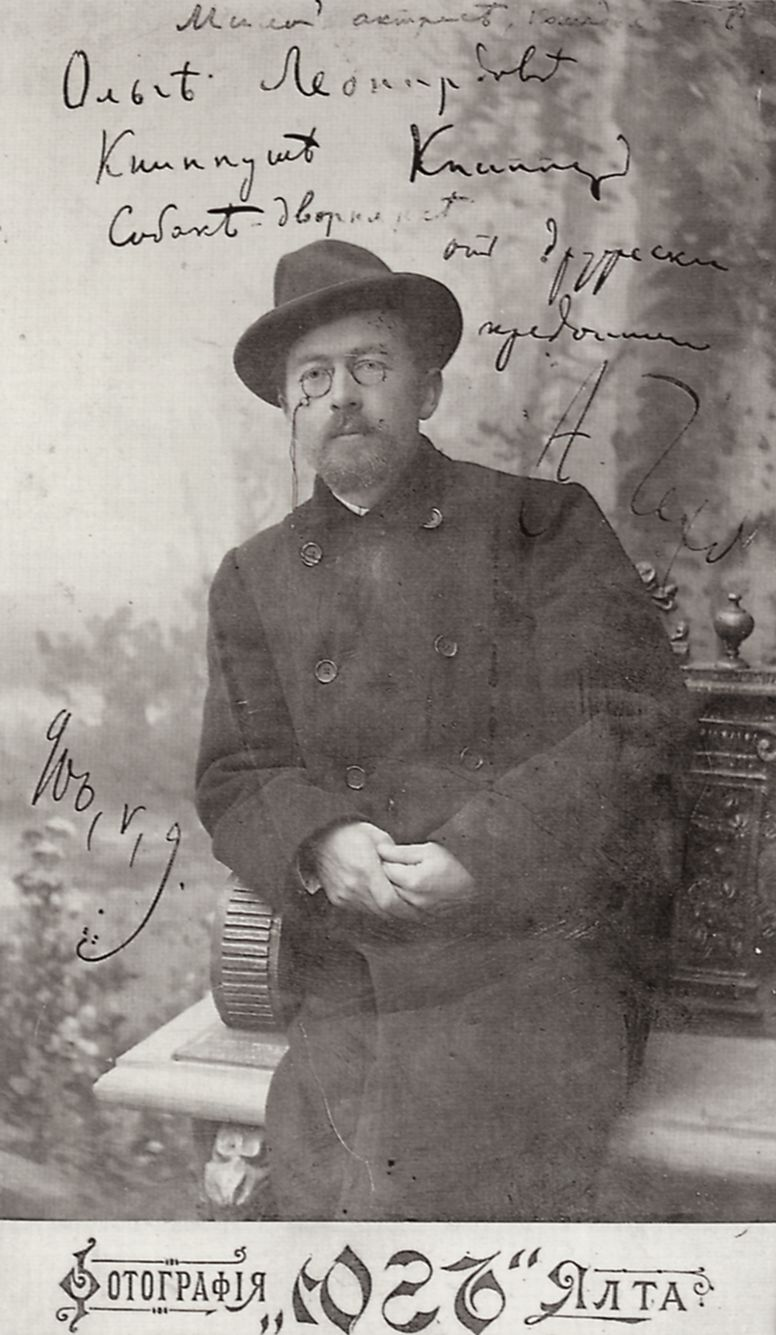
Visitekaartje met een opdracht aan Olga Knipper, Jalta, 1900
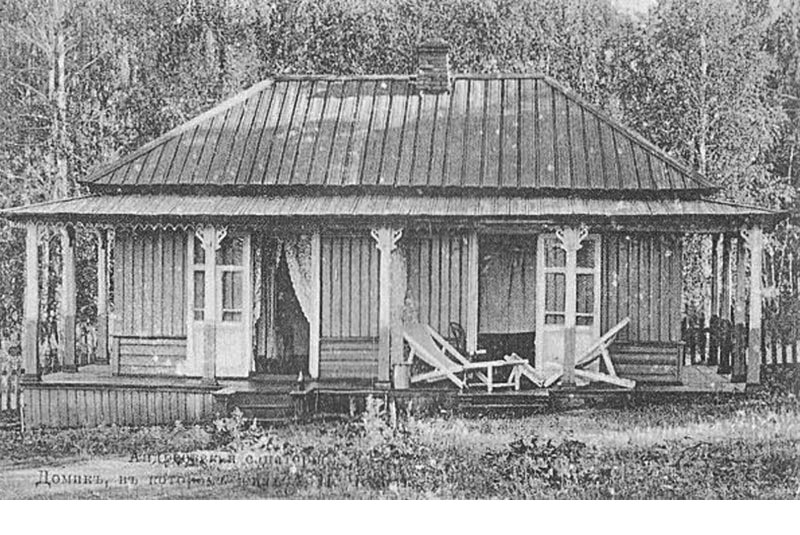
Het paviljoen in het Andrejevski-sanatorium in Aksjonovo aan de voet van de Oeral waar Tsjechov in 1901 verbleef
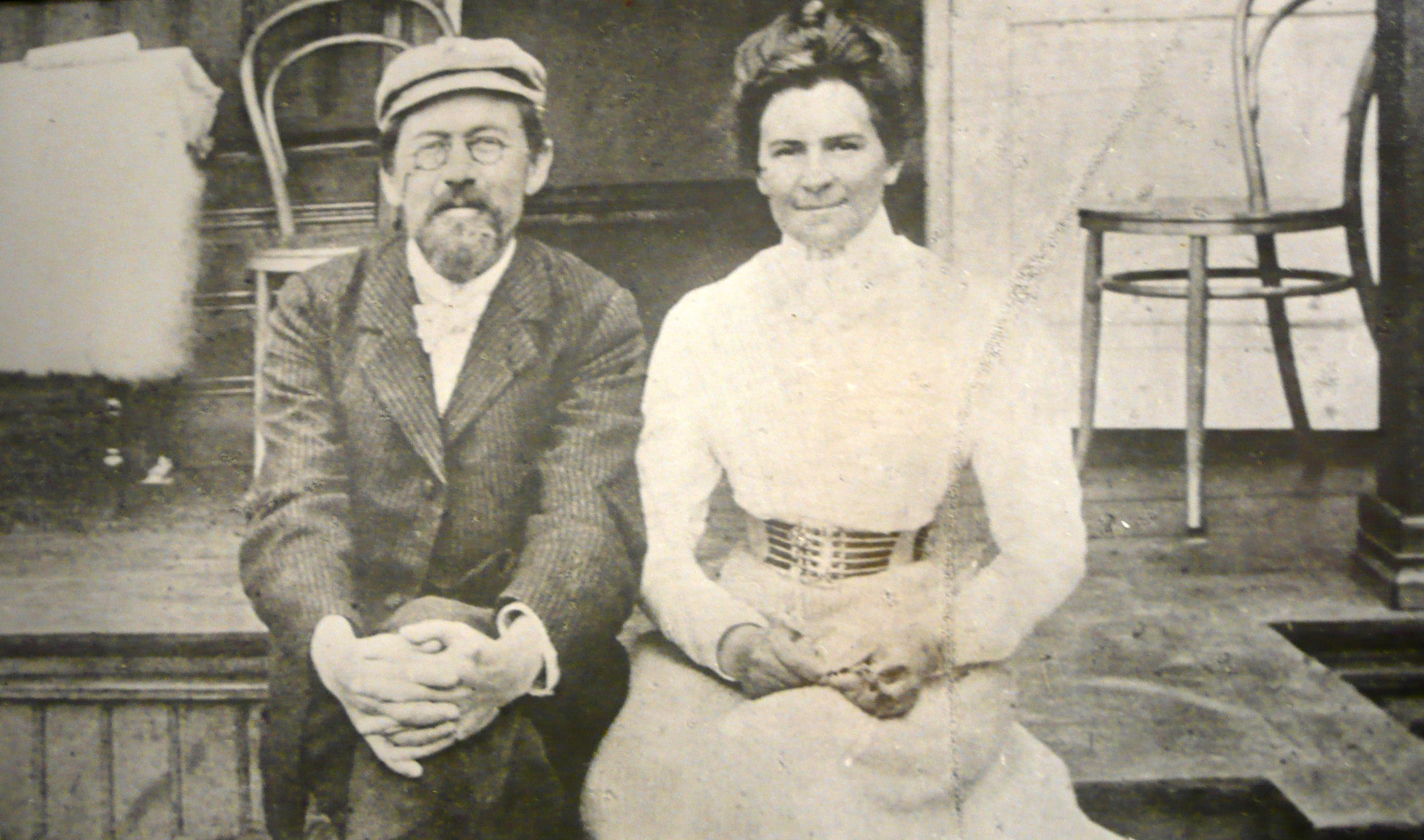
Tsjechov en Olga Knipper op hun huwelijksreis in Aksjonovo, juni 1901

### 1903 - 1904: Badenweiler
In 1903 ging zijn gezondheidstoestand snel achteruit. Tijdens zijn laatste levensjaar schreef hij nog maar weinig, alleen De kersentuin wist hij nog af te ronden. Begin juni 1904 ging Tsjechov met zijn vrouw naar Duitsland voor verdere behandeling. Na een kort verblijf in Berlijn gingen de twee naar het kuuroord Badenweiler in het Zwarte Woud, zoals een in Duitsland geboren arts uit Moskou Tsjechov had aanbevolen. Tsjechov schreef van daaruit een aantal brieven naar Moskou. Hij overleed op 1 juli 1904 aan de gevolgen van gevorderde tuberculose. Vier jaar eerder was de Amerikaanse schrijver Stephen Crane daar aan dezelfde ziekte overleden. Hoewel Olga ervan uitging dat Tsjechov een graf in Duitsland zou krijgen, was het voor familie en vrienden vanzelfsprekend dat hij net als zijn vader werd begraven op de Novodevitsjibegraafplaats. Een week later arriveerde het stoffelijk overschot via Sint-Petersburg in Moskou.
De begrafenis vond plaats op 9 juli. Masja, Michail en hun moeder, die in de Kaukasus verbleven toen Tsjechov overleed, waren maar net op tijd voor de ceremonie. Het was zo druk op het kerkhof dat graven vertrapt en kruisen omvergelopen werden, herinnerde Michail zich later. Ook Maxim Gorki was verontwaardigd over het gebrek aan decorum bij de omstanders. Bovendien was Tsjechovs lichaam van Sint-Petersburg naar Moskou overgebracht in een koelwagon die blijkens het opschrift bestemd was "voor verse oesters". In zijn herinneringen aan deze dag schreef hij: "De vuilgroene vlek van die wagon komt mij voor als een enorme grijnslach van de vulgariteit." Tot overmaat van ramp volgde een gedeelte van de rouwenden per ongeluk de begrafenisstoet van een gesneuvelde generaal wiens lichaam met dezelfde trein op het station was aangekomen. Alsof Tsjechov zelf het scenario van zijn begrafenis had geschreven.

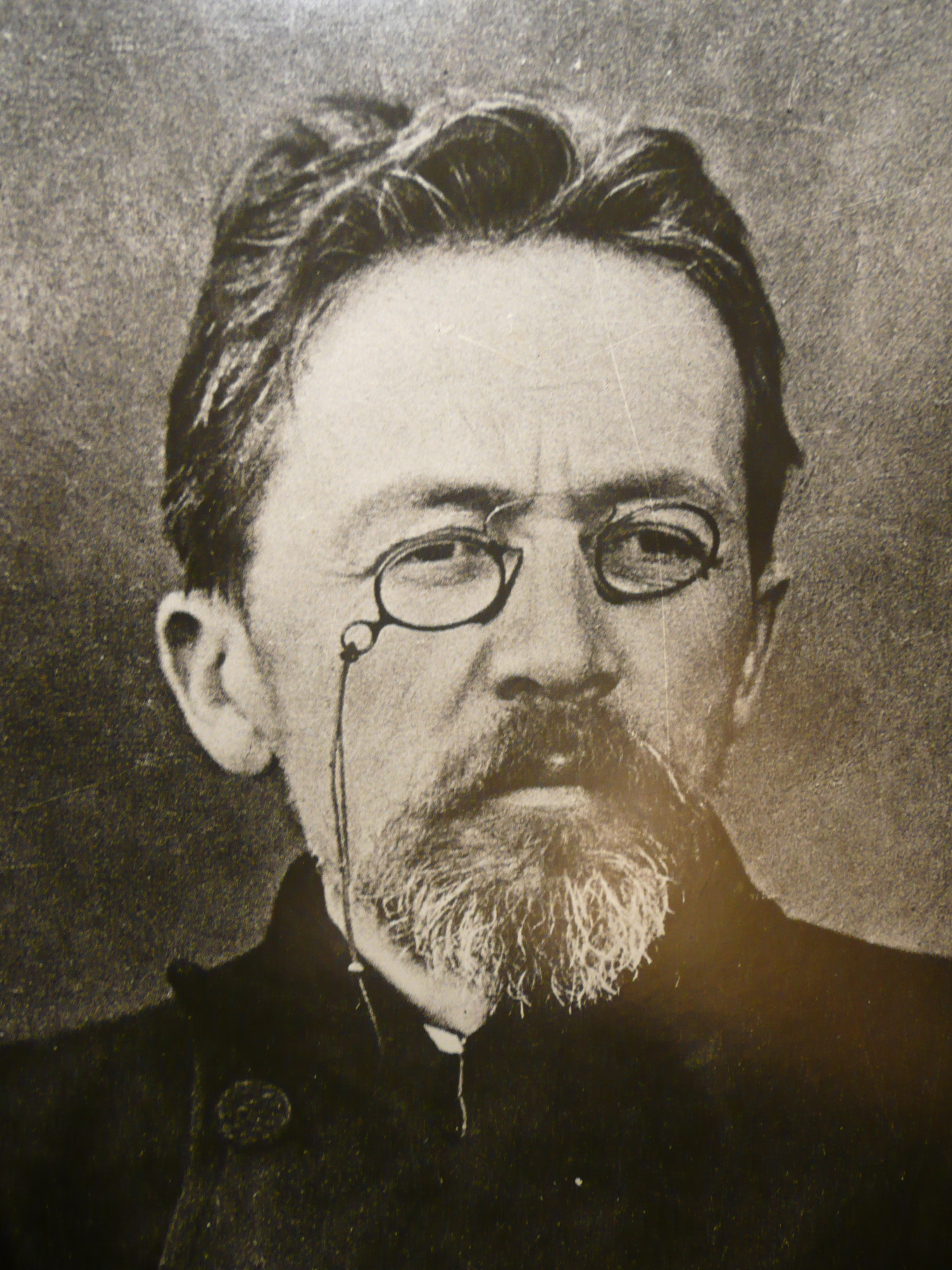
Tsjechov in Badenweiler, april 1904
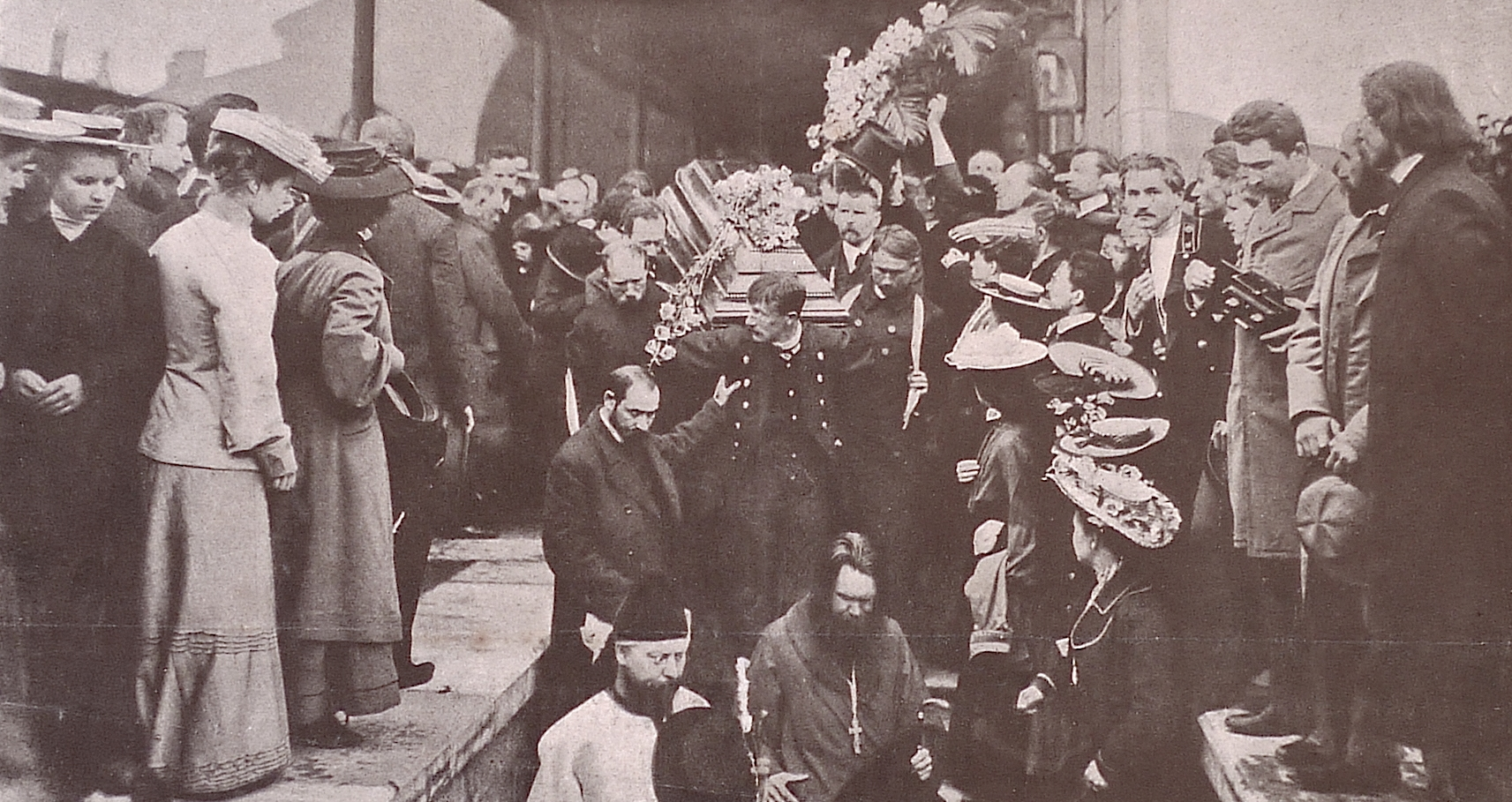
De aankomst van het lichaam van Tsjechov op het Nikolaasstation in Moskou, juli 1904; foto uit het tijdschrift "Искры" ('vonken'), nr. 28, 1904
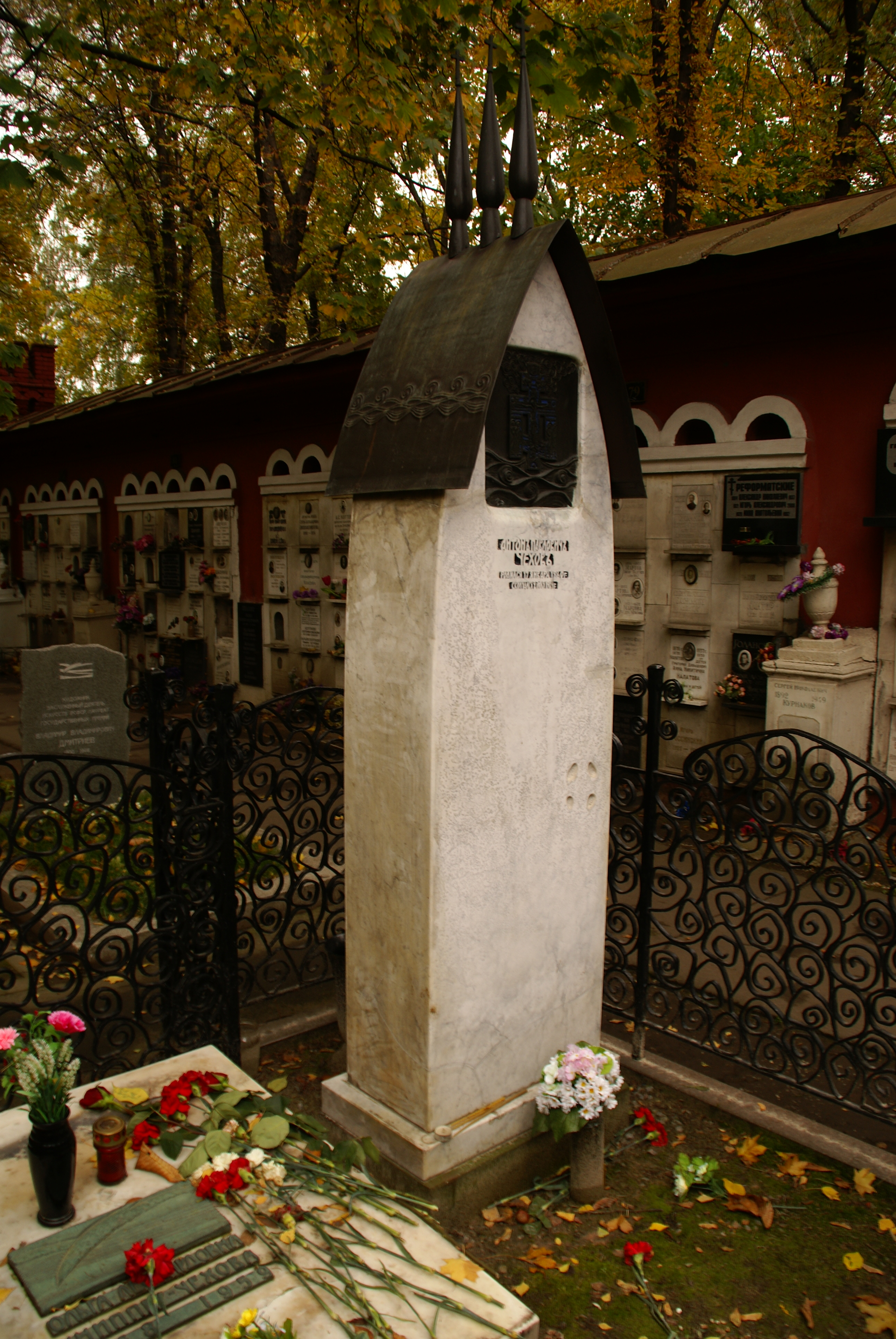
Het graf van Anton Tsjechov en Olga Knipper op de Novodevitsjibegraafplaats, ontworpen door Leonid Brailovski en Fjodor Sjechtel.

## Werk

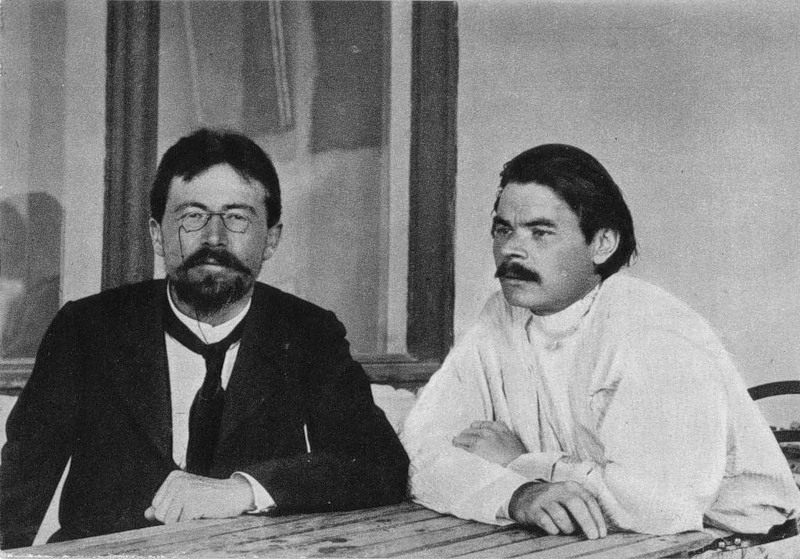
Tsjechov en Maksim Gorki, Jalta, 5 mei 1900

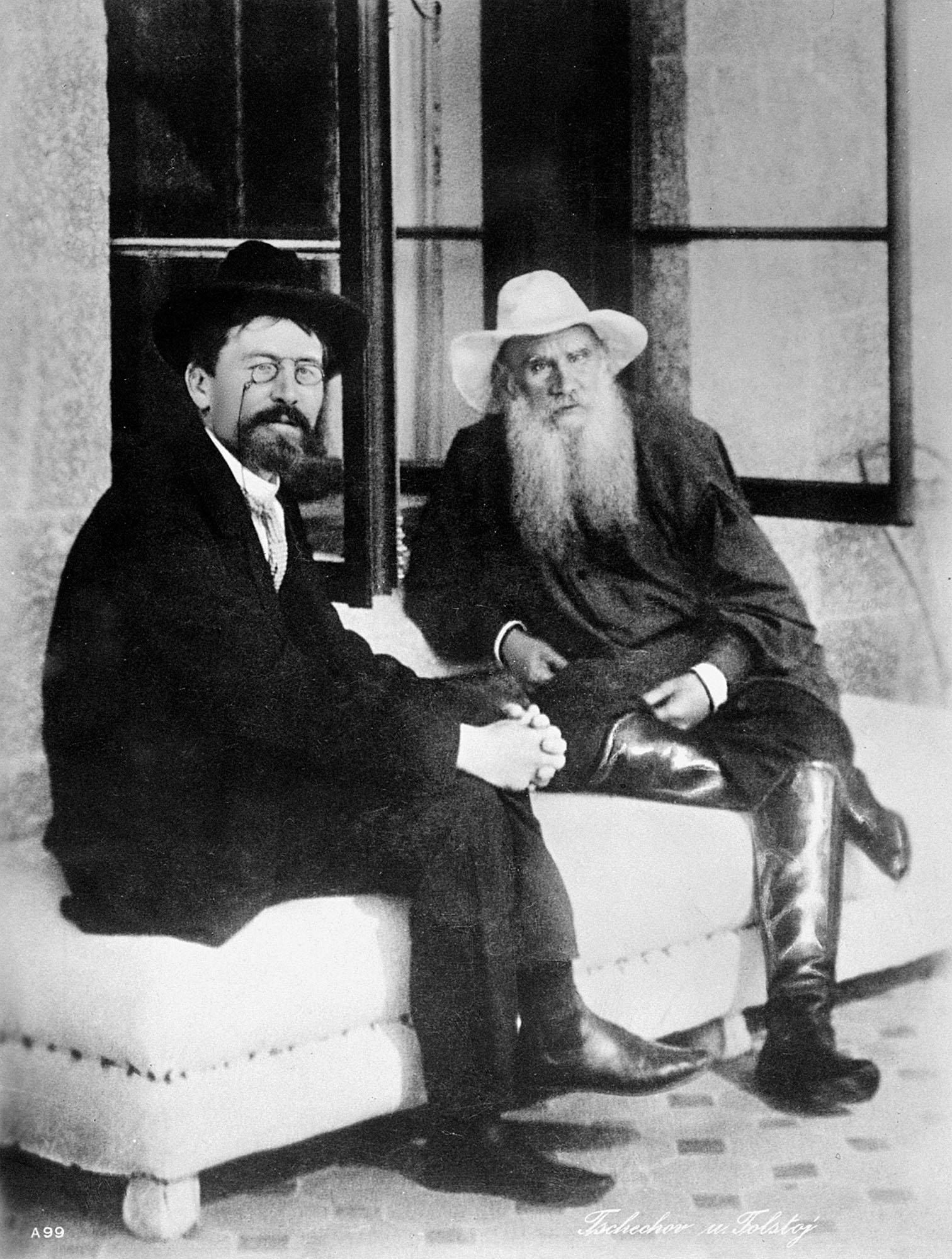
Tsjechov en Lev Tolstoj, Jalta 1901

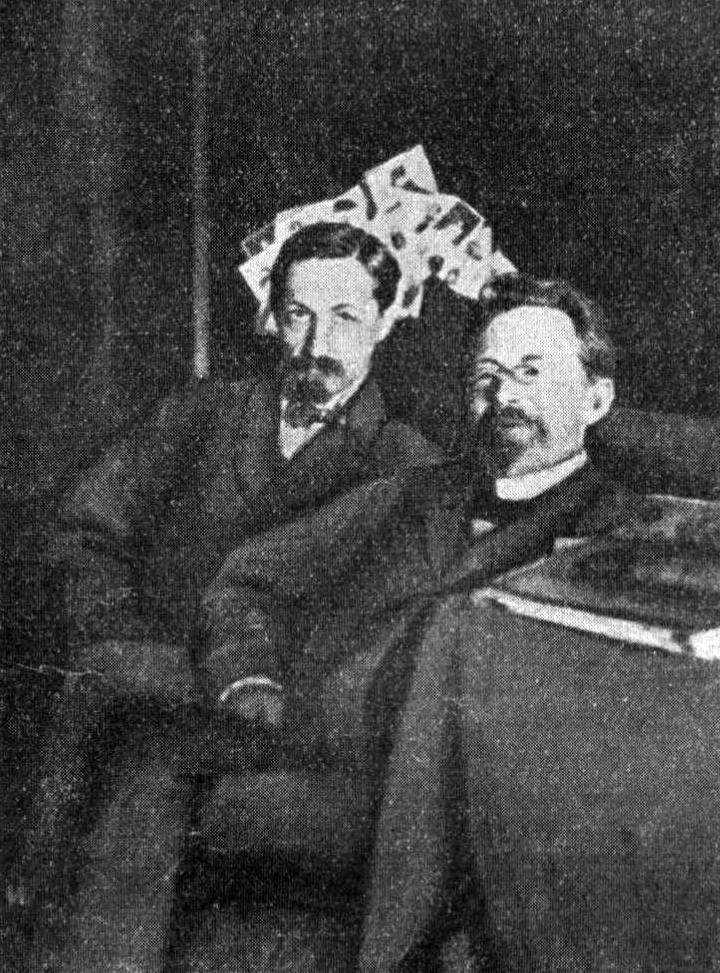
Tsjechov en Ivan Boenin

### Korte verhalen
In 1880 publiceerde Tsjechov zijn eerste korte verhalen in het Peterburgse blad ‘De Libelle’ onder het pseudoniem Antosja Tsjechonte. Vaak betrof het nog boertige schetsen over grappige onderwerpen zoals schoonmoeders. In 1884 verscheen zijn eerste bundel.
Tsjechov/Tsjechonte had bij een breed publiek succes met zijn verhalen maar langzamerhand begon ook de literaire belangstelling toe te nemen, onder meer van A. Soevorin, in wiens bekende dagblad ‘Nieuwe Tijd’ hij vanaf 1886 de meeste van zijn verhalen publiceerde. In 1888 ontving Tsjechov de Poesjkinprijs voor de bundel In de schemering.
Rond 1888 heeft Tsjechov ook definitief zijn niveau als schrijver van korte verhalen gevonden. De 58 verhalen geschreven van het begin van dat jaar tot aan zijn dood, verschaffen hem een speciale plaats in de wereldliteratuur. De betekenis van deze verzameling steekt grote romans als Oorlog en Vrede (Leo Tolstoj) en De gebroeders Karamazov (Dostojevski) naar de kroon. Het zijn stuk voor stuk juweeltjes. Tsjechov wordt dan ook vrij algemeen beschouwd als de grootste Russische schrijver van korte verhalen, door sommigen zelfs uit de wereldliteratuur.
Op een karakteristieke rustige toon schrijft Tsjechov over een bonte verzameling van mensen, onderwerpen en problemen, waarbij hij streeft naar een diepe, veelzijdige psychologische analyse. Hij toont zich vooral waarnemer, heeft een hekel aan preken. Tsjechov wijdt in zijn verhalen veel aandacht aan conflicten, onderzoekt alle aspecten van het conflict, maar suggereert zelden een oplossing. Veel van zijn verhalen hebben een open einde.
Enkele van zijn bekendste verhalen zijn De weddenschap (1889), Een trieste geschiedenis (1889), Zaal no. 6 (1892), De man in het foedraal (1898), Kruisbessen (1898) en De dame met het hondje (1899). In dat laatste verhaal behandelt hij de plotselinge verliefdheid tussen twee getrouwde mensen tijdens een vakantie op De Krim, maar terwijl deze nog zoeken naar een uitweg breekt Tsjechov het verhaal af: ook hier geen oplossing.
In de periode 2005-2010 werden de verzamelde verhalen van Tsjechov opnieuw in het Nederlands vertaald door Tom Eekman, Aai Prins en Anne Stoffel (Russische Bibliotheek).

### Toneel
Tsjechov mag ook tot de grootste Russische dramaturgen worden gerekend. Zijn werk wordt wereldwijd nog steeds met grote regelmaat op de planken gebracht.
In het begin van de jaren 80 van de 19e eeuw schreef Tsjechov al diverse eenakters en in 1887 ging zijn eerste serieuze toneelstuk Ivanov in première. Het volgende toneelstuk, De Bosgeest, dat in 1889 in première ging, werd echter een mislukking. De Peterburgse première van het toneelstuk De meeuw werd eveneens een fiasco en Tsjechov nam zich even voor nooit meer een toneelstuk te schrijven. Nadat De meeuw echter door het Moskouse kunsttheater op de planken werd gebracht kwam het grote succes. Met Oom Vanja (1899) (met Olga Knipper als Yelena) en Drie zusters (1901) werd zijn naam als toneelschrijver definitief gevestigd. Kort voor zijn dood rondde hij nog De kersentuin (1904) af.
In tegenstelling tot andere grote moderne toneelauteurs zoals Henrik Ibsen en August Strindberg, vond Tjsechov zichzelf niet steeds opnieuw uit. Hij gebruikte voor volledige toneelstukken uitsluitend de vorm van het drama in vier bedrijven; zijn personages hebben altijd dezelfde achtergrond: de middenklasse van het platteland. De Bosgeest, Ivanov en Platonov zijn experimenten waarin hij nog op zoek is naar een eigen stijl; de andere vier stukken zijn zijn eigenlijke meesterwerken. Oom Vanja is overigens een (grondige en geniale) herwerking van De Bosgeest van een farce/melodrama tot een rijp Tsjechoviaans drama.
Tsjechov stond met zijn toneelwerken aan de basis van het psychologisch realisme en schiep het zogenaamde 'stemmingstheater': personages die zich doorheen het hele stuk proberen te ontworstelen aan hun uitzichtloze of saaie situatie.
Hij had kritiek op de parasiterende burgerij en sympathie voor de gewone man, en werd later door de eerste communistische machthebbers als voorbode van de revolutie beschouwd (onder Stalin verdween hij echter langzaam in de ban).
Hij was het oneens met veel aspecten van de interpretatie van zijn stukken door regisseurs en producers; met name Konstantin Stanislavski en Vladimir Nemirovitsj-Dansjenko (oprichters van het Moskous kunsttheater, dat van De meeuw een laat succes had gemaakt) kregen van hem het verwijt een podium te vullen met gefrustreerde mensen die ons medelijden nodig hebben. De meeuw en De kersentuin zijn komedies, met personages waarvan de dwaasheid en onbenulligheid de toeschouwer juist aan het lachen moest brengen. Toch was het de meer tragische interpretatie die voor de doorbraak zorgde van Tsjechovs stukken bij het Moskouse avant-gardepubliek.

## Academie voor Wetenschappen
In januari 1900 werd Tsjechov erelid van de afdeling literatuur van de Keizerlijke Sint-Petersburgse Academie der Wetenschappen. Twee jaar later werd zijn vriend Gorki eveneens lid, maar de Academie trok diens lidmaatschap na twee weken alweer in, toen bleek dat de ex-gevangene Gorki marxistische sympathieën had getoond. Uit protest zegde Tsjechov daarop zijn eigen lidmaatschap op.

## Trivia
- De verzamelde verhalen van Tsjechov werden in 2002 opgenomen in de lijst van Belangrijkste boeken uit de wereldliteratuur (Zweedse Academie), samengesteld op initiatief van de gezamenlijke Noorse boekenclubs en de Zweedse Academie.
- In Hoerzoef op de Krim is een Tsjechovmuseum gevestigd.
- In 1988 hebben Robert Long en Dimitri Frenkel Frank een musical gemaakt over het leven van Tsjechov.
- Tsjechov was een goede vriend van Lejzer Zamenhof, de bedenker van Esperanto.
- In 2023 maakten (Niek Idelenburg) compositie en (Jacob de Groot) libretto in opdracht van Holland Opera een opera in 3 talen gebaseerd op de Kersentuin van Tsjechov.

## Biografieën (selectie)
Omdat de publicatie van de brieven en andere privédocumenten van Anton Tsjechov in de sovjettijd werd gecensureerd, zijn de meeste biografieën van voor 1990 deels verouderd. Zie verder de literatuurlijst van het artikel Russische literatuur voor beknopte Nederlandstalige inleidingen tot het leven en werk van Tsjechov.
- (en) Simmons, Ernest J. (1970, oorspr. 1962). Chekhov: A Biography. University of Chicago Press, Chicago. ISBN 0-226-75805-2.
- (en) Ronald Hingley, 1976, A new life of Anton Chekhov, Londen, Oxford University Press
- (fr) /(nl) Henri Troyat, 1984, Tchekhov, Parijs, Flammarion; vertaald als Tsjechov, 1988, Baarn, De Prom
- (en) Donald Rayfield, 1997, Anton Chekhov. A Life, Londen, HarperCollins
- (en) Rosamund Bartlett, 2004, Chekhov. Scenes from a Life, New York, Free Press (Simon & Schuster)

Fotoboek:
- (nl) Peter Urban (red.); Anne Stoffel (vertaling brieffragmenten), 2015, Tsjechov. Een fotobiografie, Hoogland & Van Klaveren (oorspronkelijk verschenen in 1987 bij Diogenes Verlag AG, Zürich)